# روبر (لاعب كرة قدم)
روبر (بالإسبانية: Roberto González Bayón)‏ هو لاعب كرة قدم إسباني، ولد في 8 يناير 2001 في ماردة في إسبانيا. لعب مع ريال بيتيس.

## وصلات خارجية
- روبر (لاعب كرة قدم) على موقع قاعدة بيانات كرة القدم.إي يو (الإنجليزية)
- روبر (لاعب كرة قدم) على موقع Soccerway.com (الإنجليزية)